# Cantó de Pont-l'Abbé
El cantó de Pont-l'Abbé (bretó Kanton Pont-'n-Abad) és una divisió administrativa francesa situat al departament de Finisterre a la regió de Bretanya.

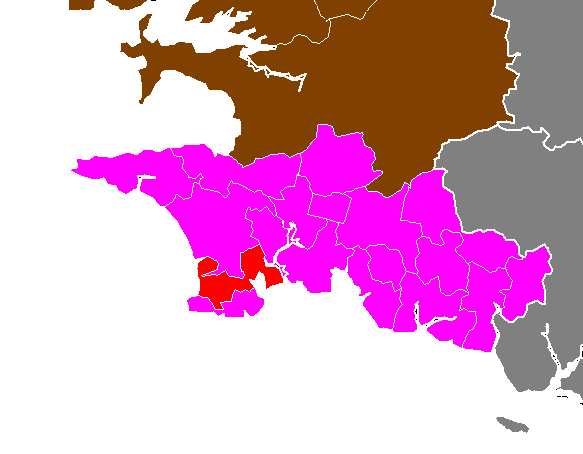
Situació del cantó

## Composició
El cantó aplega 7 comunes :
| Nom francès         | Nom bretó          | Població | km²    | Codi Postal | Codi INSEE |
| Combrit             | Kombrid            | 3.165    | 24,13  | 29120       | 29037      |
| Île-Tudy            | Enez-Tudi          | 611      | 1,26   | 29980       | 29085      |
| Plomeur             | Ploveur            | 3.203    | 29,69  | 29120       | 29171      |
| Pont-l'Abbé         | Pont-’n-Abad       | 7.849    | 18,21  | 29120       | 29220      |
| Saint-Jean-Trolimon | Sant-Yann-Drolimon | 845      | 14,68  | 29120       | 29252      |
| Tréguennec          | Tregened           | 342      | 9,61   | 29720       | 29292      |
| Tréméoc             | Tremeog            | 821      | 11,66  | 29120       | 29296      |
| Cantó               | Pont-’n-Abad       | 16.836   | 109,24 | -           | 2934       |

## Evolució demogràfica
| 1962   | 1968   | 1975   | 1982   | 1990   | 1999   |
| ------ | ------ | ------ | ------ | ------ | ------ |
| 13.127 | 13.217 | 13.841 | 14.794 | 15.596 | 16.836 |

## Història
| Data d'elecció                           | Identitat      | Partit | Qualitat |
| ---------------------------------------- | -------------- | ------ | -------- |
| 2004-                                    | Annick Le Loch | PS     |          |
| les dades anteriors no són pas conegudes |                |        |          |
|                                          |                |        |          |